# 松浦善満
松浦 善満（まつうら よしみつ、1948年 - ）は、日本の教育学者、元和歌山大学教授。

## 経歴・人物
大阪市生まれ。大阪教育大学大学院修士課程修了。国立教育政策研究所客員研究員、和歌山大学教育学部附属小学校長、和歌山大学教育学部長などを歴任。
和歌山大学教育学部附属教育実践総合センター教授、同大学学長補佐・評議員。専門は教育社会学・教育調査論。
いじめ国際調査、不登校、教師のメンタルヘルス、学級崩壊調査に取り組む。また、NHK教育トゥデイ出演、関西テレビ教育レポーター、特定非営利活動法人関西こども文化協会理事等を務める。
2014年、和歌山大学を定年退職後、龍谷大学特任教授、2019年、大阪千代田短期大学学長、その後、同大学客員教授。

## 著作
- 共編著『教室からみた不登校―データが明かす実像と学校の活性化』東洋館出版社、1991年、ISBN： 9784491008363
- 共編著『教育のパラダイム転換』福村出版、1997年、ISBN： 9784571101168
- 共著『学校再生への挑戦―21世紀、学校はどう変わる』福村出版、2000年、ISBN： 9784571101298
- 監修『地域を生かせ！総合的学習の展開』東洋館出版社、2000年、ISBN： 9784491016467